# كيار كينهنا راي
كيار كينهنا راي (بالإنجليزية: Kayyar Kinhanna Rai)‏‏ (29 مارس 1915 - 8 أغسطس 2015 ) مؤلف، وصحفي، وشاعر من الهند.